# 千葉胤昌
千葉 胤昌（ちば たねまさ、1843年1月11日（天保13年12月11日）- 1914年（大正3年）1月11日）は、明治期の公吏、農業経営者、政治家。衆議院議員。幼名・丹三郎。

## 経歴
陸奥国栗原郡文字村上葛峰（宮城県栗原郡文字村、栗駒町を経て現栗原市栗駒文字）で、素封家・千葉忠蔵の長男として生まれた。農業を営む。
1870年（明治3年）水沢県附属に就任し同年12月に辞職。1873年（明治6年）7月、水沢県第6大区学区取締掛に任じられ、1874年（明治7年）8月に廃職となる。
1877年（明治10年）県会の前身である共議会議員に就任。1879年（明治12年）1月、宮城県会議員に選出され1890年（明治23年）2月まで3期在任し、常置委員も3期務めた。国会開設運動の代表となり、東北義会、抱一館幹事、宮城政会幹事などに在任し、宮城県政界の第一線で活動を行った。
1892年（明治25年）2月の第2回衆議院議員総選挙（宮城県第4区、中央交渉会）で初当選し、1894年（明治27年）9月の第4回総選挙（宮城県第4区、国民協会）でも再選され、衆議院議員に通算2期在任した。

## 国政選挙歴
- 第2回衆議院議員総選挙（宮城県第4区、1892年2月、中央交渉会）当選[8]
- 第3回衆議院議員総選挙（宮城県第4区、1894年3月、国民協会）次点落選[8]
- 第4回衆議院議員総選挙（宮城県第4区、1894年9月、国民協会）当選[9]
- 第6回衆議院議員総選挙（宮城県第4区、1898年8月、無所属）次点落選[9]

## 親族
- 弟 熱海孫十郎（衆議院議員、貴族院多額納税者議員）[6][7]